# Pradelles (Haute-Loire)
Pradelles település Franciaországban, Haute-Loire megyében. Lakosainak száma 535 fő (2022. január 1.). Pradelles Lespéron, Langogne, Saint-Étienne-du-Vigan, Saint-Paul-de-Tartas és Naussac-Fontanes községekkel határos.

## Népesség
A település népességének változása:
| Lakosok száma | 733  | 570  | 584  | 619  | 602  | 558  | 549  | 546  | 545  | 535  |
|               | 1968 | 1982 | 1990 | 2006 | 2013 | 2015 | 2017 | 2019 | 2020 | 2022 |